# Puy-de-Dôme
Puy-de-Dôme (IPA: [ˌpɥidəˈdom]; auvergne-iül: lo Puèi de Doma(t)) a 83 eredeti département egyike, amelyeket a francia forradalom alatt 1790. március 4-én hoztak létre.

## Elhelyezkedése
Franciaország középső részén terül el, Auvergne-Rhône-Alpes régió (2015 végéig Auvergne régió) része. A megyét északról Allier, keletről Loire, délkeletről Haute-Loire, délnyugatról Cantal, nyugatról Corrèze megye határolja.

## Települések
A megye legnagyobb városai 2011-ben:

| Település          | Népesség |
| ------------------ | -------- |
| Clermont-Ferrand   | 140 957  |
| Riom               | 17 941   |
| Cournon-d'Auvergne | 19 244   |
| Issoire            | 14 012   |
| Ambert             | 6920     |